# Ingo Schmoll

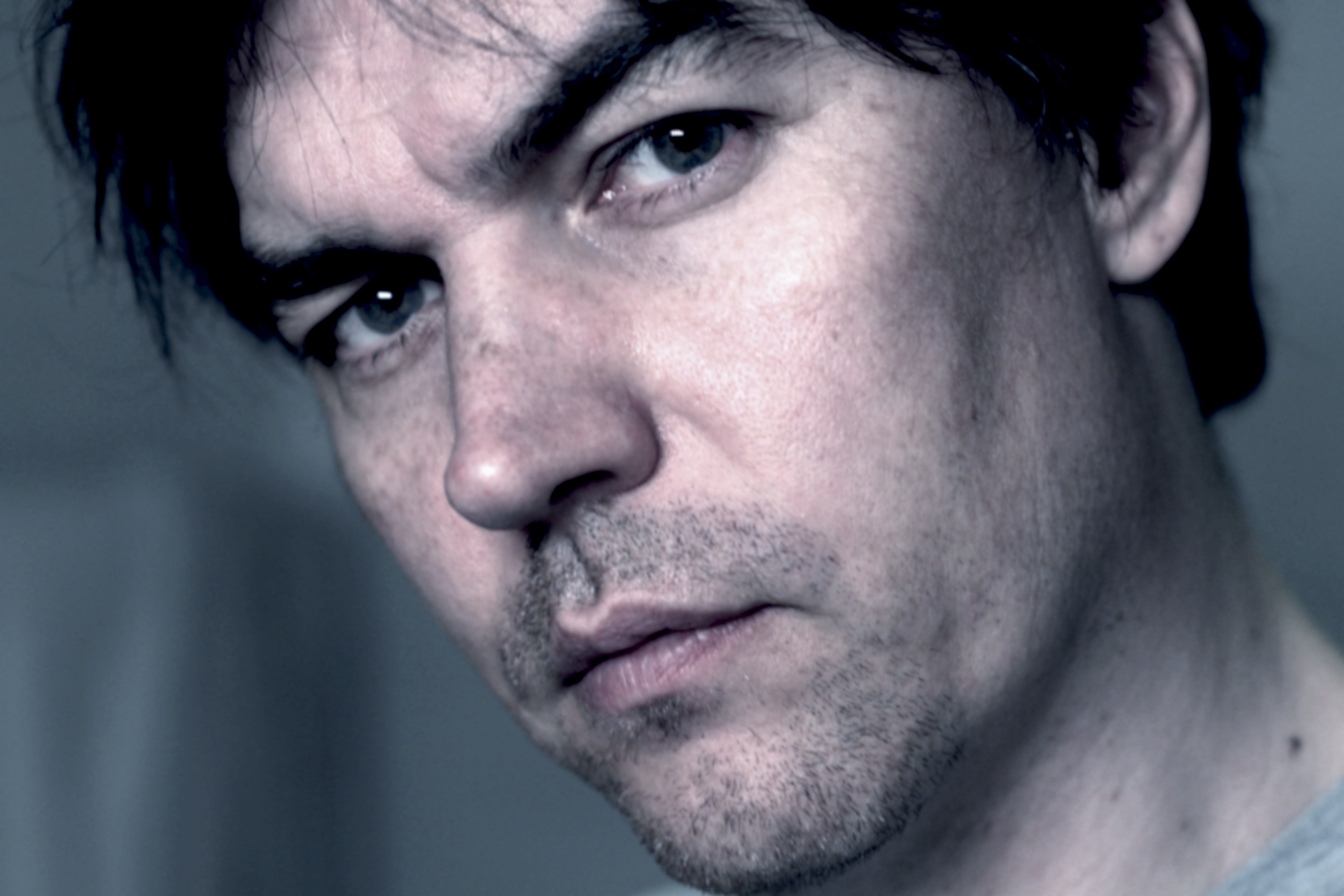
Ingo Schmoll 2009

Ingo Schmoll (* 27. März 1970 in Siegburg) ist ein deutscher Hörfunk- und Fernsehmoderator, Musiker, Regisseur und Produzent.

## Leben
Ingo Schmoll arbeitete mit knapp 18 Jahren zunächst als Aufnahmeleiter bei verschiedenen TV-Produktionen, u. a. für den WDR und RTL plus. 1989 wechselte er vor die Kamera und moderierte auf RTL plus das wöchentliche Musikmagazin Rapido, welches noch im gleichen Jahr in Ragazzi umbenannt wurde, und übernahm gleichzeitig die Redaktion der Sendung.
Seit 1990 arbeitete er zudem erstmals als Moderator für den Hörfunk des WDR und moderierte dort diverse Jugendsendungen.
1991 – 92 war er ein häufiges Jurymitglied der Mini Playback Show (RTL Plus), in der er die Kinder aus der Sicht eines jüngeren Musikexperten beurteilte. 1993 zog er nach London und wurde (nach Kristiane Backer) der zweite deutsche Moderator beim europaweit ausgestrahlten Programm MTV Europe. Ab 1996 moderierte er für Deutsche Welle TV International die Chart-Sendung BIG in Germany in englischer und deutscher Sprache. Im gleichen Jahr war er in einer Gastrolle im SWR-Fernsehspiel Das Erste Mal zu sehen und übernahm verschiedene Sendungen beim WDR-Radiosender 1LIVE, wo er bis zum 2. April 2015 moderierte. Seine Sendung PLAN B befasste sich mit Popkultur in allen Facetten.
Neben seiner Tätigkeit als Moderator arbeitete Schmoll seit Anfang der 90er auch als Sprecher für Werbung und Synchron (u. a. für die TV-Serien Dr. House, South Park) und einer Vielzahl von Computerspielen für Xbox und Playstation 3 (u. a. Transformers; Ghost Recon 2; Assassin’s Creed, Heroes of Might and Magic). Darüber hinaus produzierte er seit 2000 gelegentliche Features fürs Fernsehen, darunter ein Porträt über Peter Rütten, Chefautor von Die Harald Schmidt Show und über die Blue Man Group in Las Vegas.
Von 2006 bis 2009 produzierte er unabhängig von einem Sender mit seinem Radiokollegen Raimund Fichtenberger die Talkradioshow RADIO BRENNT – dessen Titel auf einen Hit der Ärzte aus dem Jahr 1987 anspielt – als Podcast im Internet, welcher seit Mai 2008 auch auf der Internetradiostation RauteMusik ausgestrahlt wird. Die Sendung landete in den nicht-kommerziellen Podcastcharts beim RBB-Sender Radio Fritz 40 Wochen in Folge auf Platz 1 in der Hörerabstimmung.
Auch als Schauspieler war und ist Schmoll hin und wieder aktiv. So spielte er von 1997 bis 1998 den Markus Steinfeld in der Serie Geliebte Schwestern. Seit 2007 ist er wieder tätig, unter anderem im Serienpiloten einer neuen TV-Serie und im 2008 von Sönke Wortmann produzierten Kinofilm Hardcover von Regisseur Christian Zübert (Lammbock; Soloalbum). Im Jahr 2009 war Schmoll in den Kurzfilmen Schlechtes Fernsehen von Manuel Meimberg und Kinderspiel von Dennis Dirksen zu sehen. Schlechtes Fernsehen wurde u. a. im Januar 2009 mehrfach im Rahmen des Filmfestivals Max Ophüls Preis in Saarbrücken aufgeführt. Der Kurzfilm Kinderspiel gewann Ende 2009 u. a. den Jurypreis beim Kurzfilmfestival 7. Düsseldorfer Filmfest und belegte den 1. Platz beim Zeise – Shortfilm Slam in Hamburg. Schmoll arbeitete gemeinsam mit Dennis Dirksen Ende 2009 zudem an einem Serienpiloten.
Seit März 2009 ist Ingo Schmoll Mitglied im Moderatoren- und Autorenteam für den Rockpalast im WDR Fernsehen. In seiner eigenen Interview/Dokureihe Rockpalast Backstage trifft Schmoll seit 2012 bekannte Künstler aus der deutschen Musikszene (u. a. Casper, Kraftklub, Beatsteaks, Marteria, Kettcar, Thees Uhlmann etc.) und begleitet sie jeweils einen kompletten Tag.
Zusätzlich arbeitet Schmoll als Regisseur und Autor für diverse TV-Dokumentationen und Filmprojekte, u. a. über das MELT-Festival für ARTE. Im März 2013 entstand unter Schmolls Regie die Doku Mit den Donots durch Amerika für den WDR und im August die Doku Rock, Hip Hop und Electro im Oslo Fjord über das Øya-Festival 2013 in Oslo für Arte. Im April 2014 führte Schmoll Regie für das Musikvideo When it ends it starts again für ATB, welches in und um Las Vegas entstand. Die Dokus Tokio Hotel – Die Rückkehr der Pop Flüchtlinge und Kraftklub und das Kosmonaut Festival entstanden im Jahr 2015 für den MDR / WDR. Im Jahr 2016 folgte eine Doku mit dem Titel Flogging Mollys Salty Dog Cruise für den WDR. Schmoll co-produzierte und führte Regie für die Live-DVD Serdar Somuncu H2 Die Machtergreifung. Die Aufzeichnung des Live-Programms, aufgezeichnet in der Stadthalle Wuppertal, wird seit Dezember 2016 auch bei Netflix gestreamt. Erneut arbeitete Schmoll auch mit der Band Donots zusammen, führte Regie und produzierte 2016/2017 eine Live-DVD der Band.
Des Weiteren wirkte Schmoll bei der Band „Non Art Art“ als Sänger und Songwriter mit. Es erschienen die Alben Shallow Dreams Undone und The Best of Pop.
2017 verkörperte Schmoll sich selbst in der WDR Hörspiel-Mockumentary Heil Ho, Let’s Go – Ein Hörspiel mit DIE HITLERS von Thilo Gosejohann.
In den Jahren 2020/2021 folgten weitere Regiearbeiten: Es entstand u. a. der Kinofilm Mein grünes Herz in dunklen Zeiten über die international erfolgreiche Metalcore-Band Heaven Shall Burn, der in über 100 Kinos in Deutschland, Österreich und Schweiz gezeigt wurde. Außerdem führte Schmoll Regie für die Doku Dann kam alles anders - Wolfgang Niedecken wird 70, anlässlich des 70. Geburtstag von BAP-Sänger Wolfgang Niedecken.

## Moderation
- 1989–1991: Rapido/Ragazzi, RTL plus
- 1992: Edelhart, RTL plus
- 1993–1996: MTV Europe
- 1996–1999: Big in Germany, Deutsche Welle TV International
- 1996–2015: WDR 1LIVE
- 2006–2009: Talkradioshow Radio Brennt
- seit 2009 Rockpalast WDR Fernsehen
- seit 2011 Rockpalast Backstage, WDR Fernsehen

## Filmografie
Regie
- 2011: Scorpions Live in 3D – Making of
- 2012: Melt Festival 2012
- 2013: Mit den Donots durch Amerika
- 2013: Making of 200. Folge Soko Köln
- 2013: Oya Festival 2013
- 2014: When it ends it starts again, Musikvideo für ATB
- 2014: Bettys Diagnose – Behind the scenes
- 2015: Tokio Hotel, die Rückkehr der Pop Flüchtlinge
- 2015: Kraftklub und das Kosmonaut Festival
- 2015: Making Of Soko Köln 2015
- 2016: Flogging Mollys Salty Dog Cruise
- 2016: Serdar Somuncu – H2 Die Machtergreifung Live-DVD/Netflix
- 2017: Donots 1000 Live-DVD
- 2017: Living in a Marteria World – Doku WDR/MDR
- 2018: Sommerferien Musikvideo für MADSEN
- 2018: Alle Zeit der Welt Musikvideo für DONOTS
- 2019: Andere Eltern Behind the scenes für TNT
- 2018: Orphaned Land – All is One Doku für WDR/MDR
- 2019: Donots 25 – Once upon a time in Ibbenbüren Doku WDR
- 2020: Mein grünes Herz in dunklen Zeiten, Kinofilm
- 2020 Doku „Ein Vierteljahrhundert Metalcore aus Thüringen“ / Amazon Music
- 2021 Doku „Dann kam alles anders - Wolfgang Niedecken wird 70“/ WDR
- 2022 Doku „Jan Delay - Dann is’ Showtime“ / WDR / 3Sat
- 2022 Doku „Heinz Rudolf Kunze - Werdegang“ / MaWi
- 2023 Doku „Betontod - Mehr als Legende“ (Betontod)
- 2024 Doku „Paul van Dyk – Weltstar aus Eisenhüttenstadt“ 3Sat/WDR
- 2024 „Hand in Hand - 30 Jahre Beatsteaks“ 3Sat/WDR